# Blueberry Hill
Blueberry Hill ist ein Song aus dem Jahr 1940, der in der Version von Fats Domino aus dem Jahr 1956 zum Millionenseller wurde.

## Entstehungsgeschichte
Der Song wurde von Vincent Rose (Musik), Al Lewis und Larry Stock (Text) für den Western The Singing Hill geschrieben. Der erste Musikverlag lehnte die Komposition ab, weil Blaubeeren nicht auf Hügeln wachsen würden; Stock versicherte jedoch, dass er sie dort in seiner Jugend gesammelt habe. Der Song handelt allerdings nicht von den Früchten, sondern von einem nach ihnen benannten Hügel, auf dem sich der Sänger verliebte. Erst bei dem Musikverlag Chappell & Co. (jetzt Teil der Warner Music Group) wurde der Titel akzeptiert.
In seinem Entstehungsjahr 1940 wurde er sechsmal aufgenommen. Das Original stammt vom Orchester Sammy Kaye, das den Song am 31. Mai 1940 mit Sänger Tommy Ryan erstmals aufnahm (Victor #26643). Am 3. Juni 1940 folgte eine Version von Gene Krupa and His Orchestra (Okeh #5672), nur zehn Tage später stand am 13. Juni 1940 Glenn Miller mit seinem Orchester im Studio, um seine Fassung davon aufzunehmen. Gene Autry folgte am 20. August 1940, und dessen Version wurde für den Film The Singing Hill verwendet, der am 26. April 1941 mit ihm selbst in der Hauptrolle in die Kinos kam. Erst neun Jahre später folgte am 6. September 1949 eine Fassung mit Louis Armstrong und dem Gordon-Jenkins-Orchester.

Sammy Kaye – Blueberry Hill
Glenn Miller & His Orchestra – Blueberry Hill
Louis Armstrong & Gordon Jenkins Orchestra – Blueberry Hill

## Millionenseller von Fats Domino

Fats Domino – Blueberry Hill

Fats Dominos Version basiert auf Armstrongs Fassung aus dem Jahre 1949. Ausnahmsweise wurde nicht in New Orleans bei Cosimo Matassa aufgenommen, sondern ab dem 26. Juni 1956 in den Tonstudios von Master Recorders in Los Angeles mit den Gitarristen Justin Adams und Ernest McLean sowie dem Bassisten Billy Diamond. Produzent Dave Bartholomew wollte den Titel nicht aufnehmen, weil er bereits zu oft als Single erschienen war. Domino bestand jedoch darauf, konnte sich allerdings den gesamten Text nicht komplett einprägen. Deshalb entstand von jeder zusammenhängenden Textpassage ein Take, sodass auf dem Zusammenschnitt vieler Takes letztlich die Single Blueberry Hill / Honey Chile beruht, die im September 1956 als Imperial #5407 veröffentlicht wurde. Innerhalb von zwei Wochen waren zwei Millionen Exemplare verkauft, wodurch Domino bereits den vierten Millionenseller seiner Karriere vorweisen konnte. Seine Uptempo-Version mit dem perfektionierten kreolischen Akzent, die er am 18. November 1956 bei seinem ersten Fernseh-Live-Auftritt in der Ed Sullivan Show präsentierte, verkaufte bis 1957 weltweit fünf Millionen Exemplare und wurde sein größter Hit.

## Erfolge
Während Sammy Kays Original nicht in die Hitparaden kam, erreichte Glenn Miller hiermit für eine Woche den ersten Rang der Pop-Charts. Eine nächste Hitparadennotiz gab es dann erst für die Fassung von Fats Domino. Während sein Titel elf Wochen auf Platz eins der Rhythm-&-Blues-Charts war, wurde er mit einem zweiten Rang in der Pop-Hitparade zu Dominos erfolgreichstem Crossover. Dominos Version war einer von drei Titeln, die 1956 in allen US-Charts vertreten waren. Die ASCAP hat mehr als 60 Versionen von Blueberry Hill registriert. Im Februar 1987 wurde Blueberry Hill in die NARAS Hall of Fame aufgenommen. Fats Dominos Version belegt Platz 82 der Liste der Besten Songs aller Zeiten des Rolling Stone.